# Orleshausen
Orleshausen ist ein Stadtteil von Büdingen im hessischen Wetteraukreis. Es liegt drei Kilometer westlich der Kernstadt von Büdingen an der Seemenbachaue.

## Geschichte

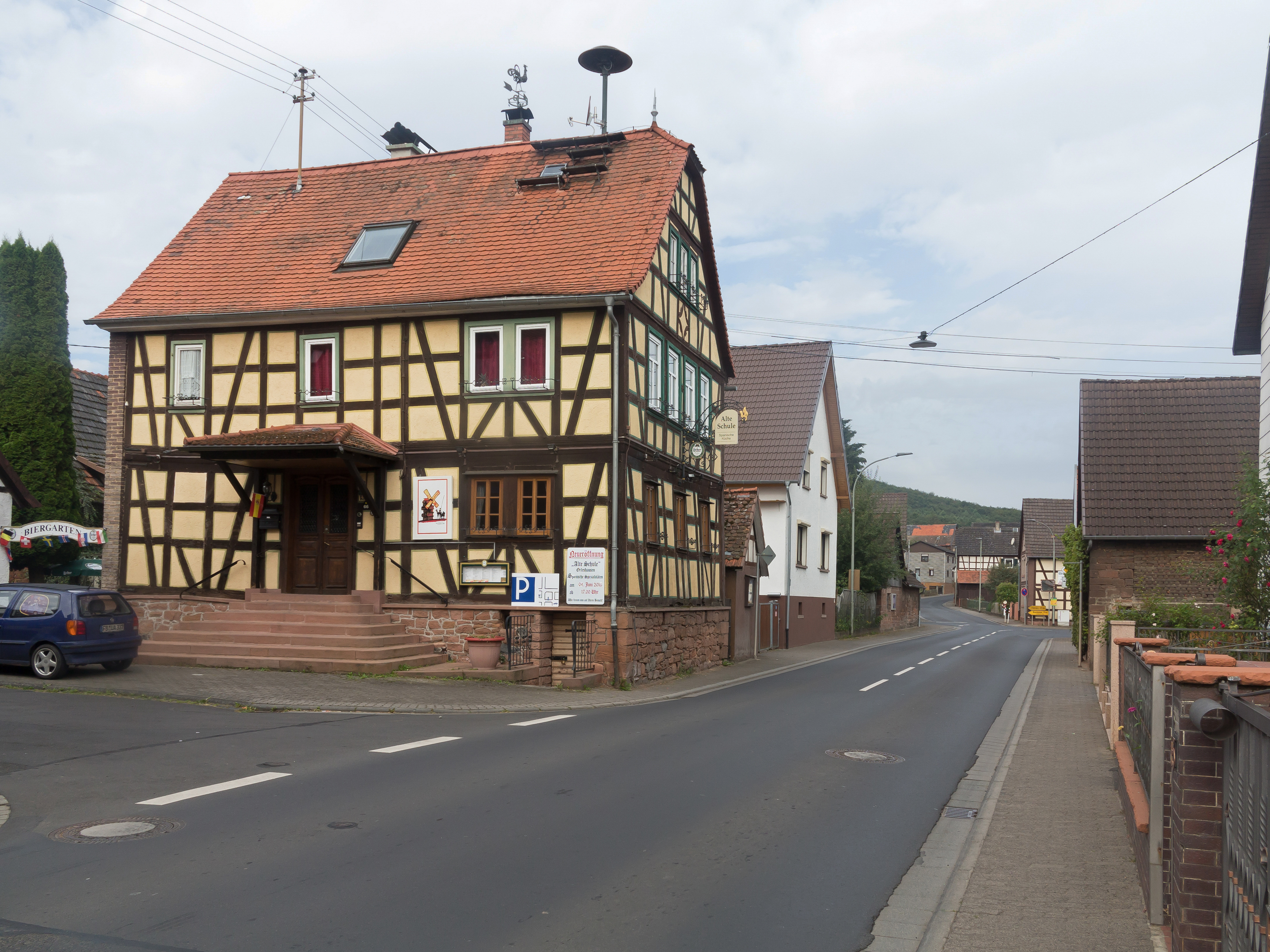
Orleshausen, Gaststätte: die Alte Schule

### Ortsgeschichte
Die älteste bekannte urkundliche Erwähnung Orleshausens stammt aus einem Wunderprotokoll für die Heiligsprechung der thüringischen Landgräfin Elisabeth aus dem Herbst 1232. Dort ist der Ortsname als Orleibeshusen belegt.
Der Ortsname leitet sich vermutlich aus der frühmittelalterlichen fränkischen Besiedlung ab, auf die der Namensbestandteil „-hausen“ hindeutet. Der Personenname „Ortlip“ wird hier mit dem Suffix „hausen“ verbunden. Ortlip überträgt zwischen 750 und 802 Besitz in Düdelsheim an das Kloster Fulda.
Hessische Gebietsreform (1970–1977)
Zum 31. Dezember 1971 wurde die bis dahin selbständige Gemeinde Orleshausen im Zuge der Gebietsreform in Hessen auf freiwilliger Basis als Stadtteil in die Stadt Büdingen eingegliedert. Für Orleshausen wurde ein Ortsbezirk errichtet.

### Verwaltungsgeschichte im Überblick
Die folgende Liste zeigt die Staaten und Verwaltungseinheiten, denen Orleshausen angehört(e):
- vor 1806: Heiliges Römisches Reich, Grafschaft Isenburg-Büdingen, Amt Büdingen
- ab 1806: Fürstentum Isenburg (Rheinbund),[Anm. 2] Amt Büdingen
- ab 1813: Generalgouvernement Frankfurt,[Anm. 3] Amt Büdingen
- ab 1815: Kaisertum Österreich,[Anm. 4] Amt Büdingen
- ab 1816: Großherzogtum Hessen (Souveränitätslande),[Anm. 5] Provinz Oberhessen, Amt Büdingen[12] (zur Standesherrschaft Isenburg gehörig)
- ab 1822: Großherzogtum Hessen, Provinz Oberhessen, Landratsbezirk Büdingen[13][Anm. 6]
- ab 1848: Großherzogtum Hessen, Regierungsbezirk Nidda
- ab 1852: Großherzogtum Hessen, Provinz Oberhessen, Kreis Büdingen
- ab 1867: Norddeutscher Bund, Großherzogtum Hessen, Provinz Oberhessen, Kreis Büdingen
- ab 1871: Deutsches Reich, Großherzogtum Hessen, Provinz Oberhessen, Kreis Büdingen
- ab 1918: Deutsches Reich, Volksstaat Hessen, Provinz Oberhessen, Kreis Büdingen
- ab 1938: Deutsches Reich, Volksstaat Hessen, Landkreis Büdingen[14][Anm. 7]
- ab 1945: Deutsches Reich, Amerikanische Besatzungszone, Groß-Hessen,[Anm. 8] Regierungsbezirk Darmstadt, Landkreis Büdingen
- ab 1946: Deutsches Reich, Amerikanische Besatzungszone, Hessen, Regierungsbezirk Darmstadt, Landkreis Büdingen
- ab 1949: Bundesrepublik Deutschland, Hessen, Regierungsbezirk Darmstadt, Landkreis Büdingen
- ab 1972: Bundesrepublik Deutschland, Hessen, Regierungsbezirk Darmstadt, Wetteraukreis, Stadt Büdingen

## Bevölkerung
Einwohnerstruktur 2011
Nach den Erhebungen des Zensus 2011 lebten am Stichtag dem 9. Mai 2011 in Orleshausen 735 Einwohner. Darunter waren 66 (9,0 %) Ausländer.
Nach dem Lebensalter waren 114 Einwohner unter 18 Jahren, 330 zwischen 18 und 49, 165 zwischen 50 und 64 und 123 Einwohner waren älter.
Die Einwohner lebten in 294 Haushalten. Davon waren 69 Singlehaushalte, 96 Paare ohne Kinder und 102 Paare mit Kindern, sowie 21 Alleinerziehende und 9 Wohngemeinschaften. In 36 Haushalten lebten ausschließlich Senioren und in 210 Haushaltungen lebten keine Senioren.
Einwohnerentwicklung
| Orleshausen: Einwohnerzahlen von 1834 bis 2022 | Orleshausen: Einwohnerzahlen von 1834 bis 2022 | Orleshausen: Einwohnerzahlen von 1834 bis 2022 | Orleshausen: Einwohnerzahlen von 1834 bis 2022 | Orleshausen: Einwohnerzahlen von 1834 bis 2022 |
| --- | ---------------------------------------------- | ---------------------------------------------- | ---------------------------------------------- | ---------------------------------------------- |
| Jahr |                                                |                                                |                                                | Einwohner                                      |
| 1834 | 1834                                           |                                                | 238                                            | 238                                            |
| 1840 | 1840                                           |                                                | 282                                            | 282                                            |
| 1846 | 1846                                           |                                                | 273                                            | 273                                            |
| 1852 | 1852                                           |                                                | 298                                            | 298                                            |
| 1858 | 1858                                           |                                                | 297                                            | 297                                            |
| 1864 | 1864                                           |                                                | 252                                            | 252                                            |
| 1871 | 1871                                           |                                                | 262                                            | 262                                            |
| 1875 | 1875                                           |                                                | 254                                            | 254                                            |
| 1885 | 1885                                           |                                                | 253                                            | 253                                            |
| 1895 | 1895                                           |                                                | 298                                            | 298                                            |
| 1905 | 1905                                           |                                                | 316                                            | 316                                            |
| 1910 | 1910                                           |                                                | 297                                            | 297                                            |
| 1925 | 1925                                           |                                                | 294                                            | 294                                            |
| 1939 | 1939                                           |                                                | 298                                            | 298                                            |
| 1946 | 1946                                           |                                                | 395                                            | 395                                            |
| 1950 | 1950                                           |                                                | 422                                            | 422                                            |
| 1956 | 1956                                           |                                                | 389                                            | 389                                            |
| 1961 | 1961                                           |                                                | 438                                            | 438                                            |
| 1967 | 1967                                           |                                                | 448                                            | 448                                            |
| 1970 | 1970                                           |                                                | 454                                            | 454                                            |
| 1980 | 1980                                           |                                                | ?                                              | ?                                              |
| 1990 | 1990                                           |                                                | 595                                            | 595                                            |
| 2000 | 2000                                           |                                                | 639                                            | 639                                            |
| 2011 | 2011                                           |                                                | 735                                            | 735                                            |
| 2014 | 2014                                           |                                                | 760                                            | 760                                            |
| 2022 | 2022                                           |                                                | 736                                            | 736                                            |
| Datenquelle: Historisches Gemeindeverzeichnis für Hessen: Die Bevölkerung der Gemeinden 1834 bis 1967. Wiesbaden: Hessisches Statistisches Landesamt, 1968. Weitere Quellen: LAGIS; Stadt Büdingen; Zensus 2011 |                                                |                                                |                                                |                                                |

Historische Religionszugehörigkeit
| • 1961: | 352 evangelische (= 80,37 %), 81 katholische (= 18,49 %) Einwohner |

## Politik
Für Orleshausen besteht ein Ortsbezirk (Gebiete der ehemaligen Gemeinde Orleshausen) mit Ortsbeirat und Ortsvorsteher nach der Hessischen Gemeindeordnung.
Der Ortsbeirat besteht aus fünf Mitgliedern. Bei den Kommunalwahlen in Hessen 2021 betrug die Wahlbeteiligung zum Ortsbeirat 50,68 %. Alle Kandidaten gehörten der „Bürgerliste Orleshausen“ an. Der Ortsbeirat wählte Jutta Savarino zur Ortsvorsteherin.

## Kulturdenkmäler
Siehe: Liste der Kulturdenkmäler in Orleshausen